# David-François de Montmollin
Pour les articles homonymes, voir de Montmollin.
David-François de Montmollin, né le 18 mars 1721 à Neuchâtel et décédé le 17 décembre 1803 à Québec, est un pasteur anglican et propriétaire foncier neuchâtelois installé au Québec. Il est le premier pasteur anglican francophone de Québec.

## Biographie

### Jeunesse et études
David-François de Montmollin est né le 18 mars 1721 à Neuchâtel. Il est le fils de Louis de Montmollin, membre du Grand Conseil et du Conseil étroit, et de Salomé Gaudot. Il étudie la médecine à l'université de Bâle pendant trois ans. En 1744, il émigre à Leyde, dans les Provinces-Unies, puis se rend à Londres en 1748, où il poursuit d'abord ses études de médecine. Les vingt ans qu'il passe à Londres sont méconnus et, s'il est possible qu'il ait effectué des études de théologie pendant cette période, il n'y a pas de certitude,.

### Pasteur au Québec
Dès 1761, les protestants de Québec avaient demandé que le pasteur anglican John Brooke soit secondé par un francophone, dans l'espoir de susciter l'adhésion d'une partie de la population majoritairement catholique. Sept ans passent sans qu'il ne soit donné suite à cette demande. Le 12 février 1768, Montmollin est nommé non pas comme second de John Brooke, mais comme titulaire de la cure de Québec, et ce alors qu'il n'est pas pasteur,. L'évêque de Londres Richard Terrick procède à son ordination quelques jours plus tard, le 4 mars.
David-François de Montmollin arrive au Québec en juin 1768. Il entretient de mauvaises relations avec le gouverneur du Québec, Guy Carleton, qui voit d'un mauvais œil l'arrivée d'un clergé francophone susceptible de froisser la hiérarchie catholique. En 1770, il n'a qu'une trentaine de fidèles, la plupart des protestants étant rattachés à l'église presbytérienne,. Les conversations de catholiques au protestantisme sous l'influence de Montmollin sont rares et il cesse rapidement ses efforts en ce sens,.
À partir du milieu des années 1780, des rapports peu flatteurs concernant David-François de Montmollin parviennent tant à Londres qu'auprès de Charles Inglis, l'évêque de Nouvelle-Écosse alors en charge de Québec. En 1789, ce dernier se rend à Québec et demande à Montmollin de prendre sa retraite, mais ce dernier, en difficultés financières, refuse d'abord, puis accepte sous la pression en juillet de la même année. En 1792, lorsque son remplaçant Philip Toosey rentre à Londres, Montmollin le remplace. De retour à son poste, il obtient en plus, en 1796 et 1797, deux postes d'aumônier adjoint dans l'infanterie britannique stationnée au Québec.
Il meurt à Québec le 17 décembre 1803.

### Famille
En 1762, David-François de Montmollin épouse Jane Bell à Londres. Il est l'ancêtre de la branche américaine de la famille de Montmollin.